# Deniz Undav
Deniz Undav (ur. 19 lipca 1996 w Varel) – niemiecki piłkarz pochodzenia kurdyjskiego, występujący na pozycji napastnika w niemieckim klubie VfB Stuttgart oraz w reprezentacji Niemiec. Uczestnik Mistrzostw Europy 2024.

## Kariera klubowa
Swoją karierę piłkarską Undav rozpoczynał w juniorach takich klubów jak: TSV Achim (2002-2006), Werder Brema (2007-2012), SC Weyhe (2012-2014) i TSV Havelse (2014-2015). W 2015 roku stał się członkiem pierwszego zespołu Havelse i w sezonie 2015/2016 zadebiutował w jego barwach w Regionallidze. W sezonie 2017/2018 grał w rezerwach Eintrachtu Brunszwik. W 2018 roku został piłkarzem grającego w 3. Lidze, SV Meppen. Swój debiut w nim zaliczył 30 lipca 2018 w zremisowanym 0:0 wyjazdowym meczu ze Sportfreunde Lotte. Zawodnikiem Meppen był przez dwa sezony.
Latem 2020 Undav przeszedł do belgijskiego drugoligowca, Royale Union Saint-Gilloise. Swój debiut w nim zanotował 21 sierpnia 2020 w wygranym 2:0 wyjazdowym meczu z KMSK Deinze. W sezonie 2020/2021 wywalczył z tym klubem awans do pierwszej ligi.
W 2021 roku Undav przeszedł do angielskiego klubu Brighton & Hove Albion F.C.
W sierpniu 2023 Undav został zawodnikiem niemieckiego klubu VfB Stuttgart.
| Sezon   | Klub                        | Kraj   | Rozgrywki       | Mecze | Gole |
| ------- | --------------------------- | ------ | --------------- | ----- | ---- |
| 2014/15 | TSV Havelse                 | Niemcy | Regionalliga    | 3     | 0    |
| 2015/16 | TSV Havelse                 | Niemcy | Regionalliga    | 32    | 16   |
| 2016/17 | TSV Havelse                 | Niemcy | Regionalliga    | 32    | 16   |
| 2017/18 | Eintracht Brunszwik II      | Niemcy | Regionalliga    | 18    | 9    |
| 2018/19 | SV Meppen                   | Niemcy | 3. Liga         | 35    | 6    |
| 2019/20 | SV Meppen                   | Niemcy | 3. Liga         | 34    | 17   |
| 2020/21 | Union SG                    | Belgia | Eerste klasse B | 26    | 17   |
| 2021/22 | Union SG                    | Belgia | Eerste klasse A | 25    | 18   |
| 2021/22 | Brighton & Hove Albion F.C. | Anglia | Premier League  | 0     | 0    |
| 2021/22 | Union SG (wyp.)             | Belgia | Eerste klasse A | 12    | 8    |
| 2022/23 | Brighton & Hove Albion F.C. | Anglia | Premier League  | 1     | 0    |